# 비치그로브 (테네시주 녹스군)
비치 그로브(Beech Grove)는 미국 테네시주 녹스 카운티에 소재한 농촌 촌락형 군현급 소도시이다.